# Ladies Irish Open
Het Ladies Irish Open was een jaarlijks golftoernooi voor vrouwen in Ierland, dat deel uitmaakte van de Ladies European Tour. Het toernooi werd opgericht in 1983 en het vond plaats op verschillende golfbanen in Ierland.
Het toernooi werd gespeeld in een strokeplay-formule met drie ronden en na de tweede ronde wordt de cut toegepast, behalve van 1983 tot 2001 dat toen gespeeld werd in vier ronden.

## Geschiedenis
De eerste editie van dit toernooi werd gewonnen door de Schotse Catherine Panton. In 1984 stond het toernooi ook de kalender van de LPGA Tour. Na een afwezigheid van tien jaar, stond het toernooi terug op de LPGA Tour, van 1994 tot 2003.
In 1995 zorgde de Engelse Laura Davies een record neer bij een 72-holes evenement met een totaalscore van 267 (−25) met een voorsprong van 17 slagen op de runner-up Asa Gottmo. Davies is tot op het heden de recordhoudster met het laagste gemiddelde score en de grootste golfslag voorsprong in het professionele golfsport bij de vrouwen.

## Winnaressen
| Jaar                                 | Golfbaan                                 | Stad               | Winnares                | Score              | Score              | Info                                                                 |
| Irish Ladies' Open                   | Irish Ladies' Open                       | Irish Ladies' Open | Irish Ladies' Open      | Irish Ladies' Open | Irish Ladies' Open | Irish Ladies' Open                                                   |
| ------------------------------------ | ---------------------------------------- | ------------------ | ----------------------- | ------------------ | ------------------ | -------------------------------------------------------------------- |
| 1983                                 | Portstewart Golf Club                    | Portstewart        | Catherine Panton        |                    |                    |                                                                      |
| 1984                                 | Clandeboye Golf Club                     | Newtownards        | Kathy Whitworth         | 285                | –3                 |                                                                      |
| 1985                                 | Geen toernooi                            | Geen toernooi      | Geen toernooi           | Geen toernooi      | Geen toernooi      | Geen toernooi                                                        |
| 1986                                 | City of Derry Golf Club                  | Prehen             | Muriel Thomson          |                    |                    |                                                                      |
| 1987                                 | Geen Toernooi                            | Geen Toernooi      | Geen Toernooi           | Geen Toernooi      | Geen Toernooi      | Geen Toernooi                                                        |
| 1988                                 | Geen Toernooi                            | Geen Toernooi      | Geen Toernooi           | Geen Toernooi      | Geen Toernooi      | Geen Toernooi                                                        |
| 1989                                 | Geen Toernooi                            | Geen Toernooi      | Geen Toernooi           | Geen Toernooi      | Geen Toernooi      | Geen Toernooi                                                        |
| 1990                                 | Geen Toernooi                            | Geen Toernooi      | Geen Toernooi           | Geen Toernooi      | Geen Toernooi      | Geen Toernooi                                                        |
| 1991                                 | Geen Toernooi                            | Geen Toernooi      | Geen Toernooi           | Geen Toernooi      | Geen Toernooi      | Geen Toernooi                                                        |
| 1992                                 | Geen Toernooi                            | Geen Toernooi      | Geen Toernooi           | Geen Toernooi      | Geen Toernooi      | Geen Toernooi                                                        |
| 1993                                 | Geen Toernooi                            | Geen Toernooi      | Geen Toernooi           | Geen Toernooi      | Geen Toernooi      | Geen Toernooi                                                        |
| Holiday Ireland Women's              |                                          |                    |                         |                    |                    |                                                                      |
| 1994                                 | St Margaret's Golf Club                  | Dublin             | Laura Davies            | 282                | –6                 |                                                                      |
| Guardian Irish Open                  |                                          |                    |                         |                    |                    |                                                                      |
| 1995                                 | St Margaret's Golf Club                  | Dublin             | Laura Davies            | 267                | –25                |                                                                      |
| 1996                                 | Citywest                                 | Saggart            | Alison Nicholas         | 277                | –11                |                                                                      |
| 1997                                 | Luttrellstown Castle Golf & Country Club | Dublin             | Patricia Meunier-Lebouc | 284                | –4                 |                                                                      |
| Donegal Irish Ladies' Open           |                                          |                    |                         |                    |                    |                                                                      |
| 1998                                 | Ballyliffin Golf Club                    | Inishowen          | Sophie Gustafson po     | 214                | –2                 | Won de play-off van Iben Tinning (54-holes; regenweer)               |
| 1999                                 | Letterkenny Golf Club                    | Letterkenny        | Sandrine Mendiburu po   | 286                | +2                 | Won de play-off van Raquel Carriedo, Laura Davies & Elisabeth Esterl |
| Waterford Crystal Ladies Irish' Open |                                          |                    |                         |                    |                    |                                                                      |
| 2000                                 | Faithlegg Golf Club                      | Faithlegg          | Sophie Gustafson        | 282                | –6                 |                                                                      |
| 2001                                 | Faithlegg Golf Club                      | Faithlegg          | Raquel Carriedo         | 200                | –16                | Gereduceerd tot een 54-holes evenement                               |
| Ladies' Irish Open                   |                                          |                    |                         |                    |                    |                                                                      |
| 2002                                 | Killarney Golf & Fishing Club            | Killarney          | Iben Tinning po         | 214                | –2                 | Won de play-off van Suzann Pettersen                                 |
| 2003                                 | Killarney Golf & Fishing Club            | Killarney          | Sophie Gustafson        | 202                | –16                |                                                                      |
| 2004                                 | Geen toernooi                            | Geen toernooi      | Geen toernooi           | Geen toernooi      | Geen toernooi      | Geen toernooi                                                        |
| 2005                                 | Geen toernooi                            | Geen toernooi      | Geen toernooi           | Geen toernooi      | Geen toernooi      | Geen toernooi                                                        |
| 2006                                 | Geen toernooi                            | Geen toernooi      | Geen toernooi           | Geen toernooi      | Geen toernooi      | Geen toernooi                                                        |
| 2007                                 | Geen toernooi                            | Geen toernooi      | Geen toernooi           | Geen toernooi      | Geen toernooi      | Geen toernooi                                                        |
| AIB Ladies' Irish Open               |                                          |                    |                         |                    |                    |                                                                      |
| 2008                                 | Portmarnock Golf Links                   | Portmarnock        | Suzann Pettersen        | 205                | –11                |                                                                      |
| 2009                                 | Portmarnock Golf Links                   | Portmarnock        | Diana Luna              | 205                | –11                |                                                                      |
| 2010                                 | Killeen Golf Course                      | Kill               | Sophie Gustafson        | 204                | –12                |                                                                      |
| Ladies Irish Open                    |                                          |                    |                         |                    |                    |                                                                      |
| 2011                                 | Killeen Golf Course                      | Kill               | Suzann Pettersen        | 198                | –18                |                                                                      |
| 2012                                 | Killeen Golf Course                      | Kill               | Catriona Matthew        | 209                | –7                 |                                                                      |

| Toernooirecord (72-holes) |  | Toernooirecord (54-holes) |  | po = winnares na play-off |

### Meervoudig winnaressen
4 keer
- Sophie Gustafson: 1998, 2000, 2003, 2010

2 keer
- Laura Davies: 1994, 1995
- Suzann Pettersen: 2008, 2011